# Bulbophyllum elephantinum
Bulbophyllum elephantinum är en orkidéart som beskrevs av Johannes Jacobus Smith. Bulbophyllum elephantinum ingår i släktet Bulbophyllum och familjen orkidéer. Inga underarter finns listade i Catalogue of Life.